# 左翼 (意大利)
左翼（義大利語：La Sinistra，缩写为LS）是意大利的一个已不存在的政党联盟。2019年3月，为应对2019年欧洲议会选举，该联盟成立。同年6月，该联盟解散。该联盟的意识形态是民主社会主义、共产主义、生态社会主义。该联盟的政治立场是左翼至极左翼。该联盟的领袖是尼古拉·弗拉托安尼和毛里奇奥·阿切尔博。该联盟的总部位于罗马。

## 成员
- 意大利左翼
- 重建共产党
- 另一个欧洲和齐普拉斯
- 南方党（英语：Party of the South (Italy)）
- 它活着（英语：èViva）
- 社会主义融合